# Sent Cibran (Dordonya)
Sent Cíbran (en francès Saint-Cyprien) és un municipi francès situat al departament de la Dordonya i a la regió de la Nova Aquitània.

## Demografia
| 1962                                       | 1968  | 1975  | 1982  | 1990  | 1999  | 2007  | 2017  |
| ------------------------------------------ | ----- | ----- | ----- | ----- | ----- | ----- | ----- |
| 1.617                                      | 1.649 | 1.763 | 1.708 | 1.593 | 1.522 | 1.567 | 1.561 |
| Des de 1962: població sense dobles comptes |       |       |       |       |       |       |       |

## Administració
| Període   | Identitat         | Partit |
| --------- | ----------------- | ------ |
| 1957-1976 | Jean Ladignac     | MRG    |
| 1976-1989 | Yvonne Ladignac   | MRG    |
| 1989-1995 | Aymar de Beaumont |        |
| 1995-     | Pierre Mounet     |        |

## Agermanaments
- Mackenheim